# لو تين
لو تين هو رسام ميانماري، ولد في 1930 في مونيوا في ميانمار.